# ファークライ プライマル
『ファークライ プライマル』（FAR CRY Primal）は、ユービーアイソフトが2016年2月23日に発売したゲームソフト。日本語版は同年4月7日に発売された。ウィンジャ語音声・日本語字幕となっている。対応ハードはPlayStation 4、Xbox One、Windows PC。前作『ファークライ4』ではPlayStation 3版やXbox 360版も発売されたが、本作では発売されない。
ファークライシリーズの作品であり、「プライマル」の名前の通り原始時代を題材にしている。キャッチコピーは「ようこそ、狂乱の石器時代へ。」

## 概要
ユービーアイソフトのFPS作品「ファークライシリーズ」初の石器時代を舞台にしたアクションアドベンチャーゲーム。本作は時代的に銃は登場しないのでテストプレイした4Gamerのライターは「ファースト・パーソン・シューティング」ではなく「ファースト・パーソン・ストーンエイジ」だろうと言っている。
中央ヨーロッパの原始人として、弓矢や石槍、棍棒といった武器を手にマンモスやサーベルタイガーなどの猛獣や他の部族と戦う。獣に餌をやることで手なづけることも可能で、マンモスの背中に乗って移動したり、フクロウを使って偵察したり、サーベルタイガーをけしかけたりできる。

## ゲームシステム
ゲームは主人公・タカールの主観視点で進行する。ゲームの進行に応じて弓矢、棍棒、たいまつなどの道具を作成（クラフト）できるようになる。
倒した獣からは肉や骨を剥ぎ取ることができ、体力の回復やアイテムの材料に使用できる。
本作独自の要素として、獣を手なずけることができる「ビーストマスター」という能力が登場する。イヌ科の動物は人間よりも鋭い感覚で、敵の接近を察知することができる。サーベルタイガーやマンモスなどの大型の獣は、背中に乗ることで高速で移動することが可能になる。鳥類は空から周囲の状況を偵察することが可能で、小型の爆弾を落としたり、ツメで攻撃することも可能。

## 開発
石器時代が採用されたことについてクリエイティブプロデューサーのJean-Christophe Guyotは「人類にとって最初の挑戦で面白い時代だから。シンプルだが、パワフルな時代だから。」と語っている。
本作ではオリジナルの言語を使用している。言語学者に協力を仰ぎ、脚本を古代インド・ヨーロッパ語に翻訳したものの、そのままでは現代語とそれほど変わらないことから、そこからさらに崩し「ウィンジャ語」としている。さらに部族ごとに3つの方言を用意している。
ゲーム内の隠し要素にて、プライマルの次回作として「恐竜」が登場することが示されている。恐竜が繁栄していた中生代には人類はいないため、『ジュラシック・パーク』のような恐竜復活物か、タイムマシン物などがユーザーからは予想されている。

## ストーリー
紀元前10000年の中央ヨーロッパ。人類はまだ、食物連鎖の頂点ではなかった。人類は言語を獲得して部族を形成し、棍棒や槍などの石器や弓矢で狩りを行い、火を生活に取り入れるようになったものの、マンモスやサーベルタイガーなどの大型の獣が闊歩し、常に生死の危険にさらされる日常が続いていた。
ウィンジャ族の狩人タカールは、豊かな希望の土地「オロス」を目指していた。しかし、マンモス狩りをしていた所をサーベルタイガーに強襲され、部族はタカールを除いて全滅してしまう。困難の末に『オロスの地』へたどり着いたタカールは、獣を従える力「ビーストマスター」のスキルを獲得する。
タカールはこの地を生き抜き、ウィンジャ族のリーダーとして各地に散らばった仲間たちを集めていき、ウィンジャ族を再生することを決意する。それは、猿人の血が色濃くのこる凶暴な人食いの北方民族ウダム族や、炎を信仰対象にしており火を武器にする宗教民族イジラ族との生死をかけた抗争の始まりでもあった。

## 部族
ウィンジャ族
タカールが率いる部族。西ヨーロッパから移住してきた。自然との調和を重んじる穏やかな部族。古くからオロスで生活していたが、ウダム族やイジラ族がオロスに侵攻し多くのウィンジャが殺されたため、隠遁生活を余儀なくされた。
ウダム族
オロスのツンドラ地帯に割拠する原始的な部族。「力こそ正義」を地で行く武闘派。北ヨーロッパから移住してきた。氷河期を生き抜くために同族を食い生き残り、現在も食人の風習がある。「スカルファイア」と呼ばれる病が部族内で蔓延しており、その対処法として、他部族の人間を喰う事で、病を克服しようとしている。身体に血を塗る風習があり、動物の頭蓋骨を兜、骨を鎧として装備している。リーダーはウル。モデルとなっているのはネアンデルタール人と思われる。
イジラ族
オロス南部の湿地帯に住む炎を操る部族。メソポタミアから移住してきた。その為、文明力や技術力が高く、農耕や灌漑を村落で行なっているが、その分、他部族を卑下しており、ウィンジャ族やウダム族を捕らえて奴隷として、強制労働に従事させている。オロスへはウィンジャやウダムの後に来たため比較的新参者である。身体を青い塗料で塗る風習がある。リーダーはバタリ。

## 登場人物

### ウィンジャ族
タカール
本作の主人公であり、ウィンジャ族の唯一の生き残りにして新たなリーダーとなった男。動物を操る「ビーストマスター」の力を持っている。当初はサーベルタイガーに強襲されてすべてを失ってしまったが、武器を開発してスキルを覚えていき、様々な動物たちを使役することで、ウィンジャ族の再興を果たそうとする。
サイラ
ウダム族に村を襲われた部族の生き残りの女性。採集が得意で、タカール率いるウィンジャに合流する。
ティンサイ
祈祷師。タカールをビーストマスターの力へと導く。
ジェイマ
熟練の女狩人。タカールに狩猟の技術を教える。タカールのことを「マンモス足」と呼ぶ。
カルーシュ
戦士。ウダム族の襲撃で息子を失い、復讐を誓う。
ウォガー
トラップ等を作る職人。ウダム族に片腕を奪われたが生き残り隠れて生活している。出会いのシーンでは、おとし穴に落としたタカールに小便をひっかけている。
ウルキ
空を飛びたがっているウィンジャ族の賢者。本作における「コミックリリーフ」。タカールに依頼して鳥の羽根を取ってきてもらい、羽根を着けて崖から飛び立とうとするが、そのまま落下して大怪我を負う。その後、猛獣に襲われても大丈夫なように、身体を頑丈にしたいというウルキは、岩を身に着けてタカールに槍を投げるように依頼するが、槍にふっ飛ばされて重症を負う。
さらに、クマに襲われないように「熊よけの臭い」をつけて、タカールの手なづけたクマに襲ってくるよう依頼するものの、またしてもクマにふっ飛ばされて重症を負う。その後は、タカールの村に定住するようになる。

### ウダム族
ウル
ウダム族のリーダー。全ウダム族から敬意と恐怖を集めている。木の手足とほぼ全体を火傷で覆われた体が特徴。ウダム族の衰退の原因が理解できず、部族民の将来を憂えている。敵対する部族が同じ苦しみを抱えていないことは知っており、彼らの絶滅を望んでいる。ウダムの土地を侵害する者は、ウダムの弱みに付け込む卑怯な敵だと考えている。
移動は遅いものの、ブラッドファングサーベルタイガー並の非常に高い攻撃力と、グレートスカーベア並の耐久力を持つ、本作でも屈指といえる屈強な戦士である。過去の戦闘で火傷をしたことから火に弱いらしく、火のついた武器で攻撃するのが有効である。
タカールによって倒された際には、自らの赤ん坊と共に死ぬ覚悟であったが、タカールに赤ん坊を託して息絶える。その後は、幼いウダム族の少年と共に、赤ん坊はタカールに引き取られることになる。
ダー
ウダム族の戦士長で、ウダム族最強の戦士。ウルとの決闘を生き延びたとして皆から尊敬されており、自ら襲撃や拠点の防衛の先陣に立つ。「スカルファイアの熱」と言う病に苦しめられているが、死ぬまで戦うことを止めない姿勢を見せている。

### イジラ族
バタリ
イジラ族の女族長。太陽の女神サクスリの子孫と言われており、皆からは「太陽の娘」として崇拝されている。部族民は、危険から守ってくれる聖なる救世主と考えている。自身も太陽の象徴として振る舞うが、心には虚栄と妄想に取りつかれた、うぬぼれた暴君の独裁心が燃えたぎっている。
ロシャニ
イジラ族の戦士長。高慢で疑い深い性格で、口先が上手く、一族の中でも影響力のある者を利用して今の地位に就いた。戦闘経験はほぼ無く、ウィンジャ族やウダム族の本当の恐ろしさを知らない。

## 野生動物
通常動物
マンモス、サーベルタイガー、ケブカサイ、大型エルク、ケイブベア、ケイブライオン、シカ、ヤギ、オオカミ、ドール、ヒグマ、バク、ヤク、イノシシ、アナグマ、ジャガー、ヒョウ、サル、フクロウ、噛み付き魚。
希少動物
白シカ、ホワイトウルフ、ストライプウルフ、ブラックドール、ブラックライオン、レッドエルク、ホワイトヤク、ブラックジャガー、二角サイ、赤噛み付き魚、グレートスカーベア、ブラッドファングサーベルタイガー。